# Cascata a mare di Cabu Nieddu
La cascata di Cabu Nieddu è una cascata a mare situata nel comune di Cuglieri, in provincia di Oristano.

## Descrizione
La cascata si butta in mare con un salto di circa 40 metri, nei pressi della torre costiera del periodo spagnolo di Capo Nieddu.
La cascata è presente soltanto durante il periodo delle piogge, da novembre a maggio.